# Équipe d'Islande de hockey sur glace
Cet article traite de l'équipe masculine. Pour l'équipe féminine, voir Équipe d'Islande féminine de hockey sur glace.
L'équipe d'Islande de hockey sur glace est la sélection nationale de l'Islande regroupant les meilleurs joueurs de hockey sur glace islandais lors des compétitions internationales. L'équipe est sous la tutelle de la Fédération islandaise de hockey sur glace et est classée 33e au classement IIHF 2019. 

## Résultats

### Jeux olympiques
L'Islande n'a jamais participé aux Jeux olympiques.
- 1920-2014 - Ne participe pas
- 2018 - Non qualifié
- 2022 - Non qualifié

### Championnats du monde
- 1999 - 41e place (9e du mondial D)
- 2000 - 38e place (5e du mondial D)
- 2001 - 5e de division II, groupe A)
- 2002 - 5e de division II, groupe B)
- 2003 - 6e de division II, groupe B)
- 2004 - 1re de division III
- 2005 - 6e de division II, groupe B
- 2006 - 1re de division III
- 2007 - 4e de division II, groupe B
- 2008 - 5e de division II, groupe B
- 2009 - 4e de division II, groupe A
- 2010 - 3e de division II, groupe B
- 2011 - 3e de division II, groupe B
- 2012 - 4e de division IIA
- 2013 - 3e de division IIA
- 2014 - 2e de division IIA
- 2015 - 5e de division IIA
- 2016 - 5e de division IIA
- 2017 - 5e de division IIA
- 2018 - 6e de division IIA
- 2019 - 2e de division IIB
- 2020 - Annulé en raison du coronavirus
- 2021 - Annulé en raison du coronavirus
- 2022 - 1re la division IIB

Note :  Promue ;  Reléguée

## Classement mondial
| Année     | Rang | Points | Progression |
| --------- | ---- | ------ | ----------- |
| 2003      | 38   | 930    | -           |
| 2004      | 39   | 875    | -1          |
| 2005      | 39   | 875    | ±0          |
| Fév. 2006 | 39   | 875    | ±0          |
| Mai 2006  | 40   | 840    | -1          |
| 2007      | 37   | 920    | +3          |
| 2008      | 38   | 965    | -1          |
| 2009      | 37   | 1 030  | +1          |
| Fév. 2010 | 39   | 1 030  | -2          |
| Mai 2010  | 38   | 1 095  | +1          |

| Année     | Rang | Points | Progression |
| --------- | ---- | ------ | ----------- |
| 2011      | 36   | 1125   | +2          |
| 2012      | 35   | 1 185  | +1          |
| 2013      | 33   | 1 240  | +2          |
| Fév. 2014 | 35   | 1 240  | -2          |
| Mai 2014  | 35   | 1 295  | +2          |
| 2015      | 35   | 1 270  | ±0          |
| 2016      | 35   | 1 240  | ±0          |
| 2017      | 34   | 1 215  | +1          |
| Fev. 2018 | 32   | 1 695  | +2          |
| Mai 2018  | 32   | 1 660  | ±0          |
| 2019      | 33   | 1 485  | -1          |

## Équipe des moins de 20 ans

### Championnats du monde junior
- 1977-1999 : Ne participe pas
- 1999 - 8e du mondial D
- 2000 - 9e du mondial D
- 2001 - Non qualifié pour la division III
- 2002 - 6e de division III
- 2003 - 5e de division II, groupe B
- 2004 - 6e de division II, groupe A
- 2005 - 3e de division III
- 2006 - 2e de division III
- 2007 - 5e de division II, groupe A
- 2008 - 6e de division II, groupe A
- 2009 - Ne participe pas (tournoi annulé)
- 2010 - 2e de division III
- 2011 - 6e de division II, groupe A
- 2012 - 1er de division III
- 2013 - 5e de division IIB
- 2014 - 5e de division IIB
- 2015 - 6e de division IIB
- 2016 - 5e de division III
- 2017 - 3e de division III
- 2018 - 4e de division III
- 2019 - 5e de division III
- 2020 - 1er de division III
- 2021 - Annulé en raison du coronavirus
- 2022 - 5e de division IIB
- 2023 - 4e de division IIB

## Équipe des moins de 18 ans

### Championnats du monde moins de 18 ans
- 1999 - 7e de division 2 européenne
- 2000 - 9e de division 2 européenne
- 2001 - Non qualifié pour la division III
- 2002 - Ne participe pas
- 2003 - 1re division III groupe B
- 2004 - 5e de division II, groupe A
- 2005 - 5e de division II, groupe B
- 2006 - 6e de division II, groupe B
- 2007 - 3e de division III
- 2008 - 2e de division III, groupe B
- 2009 - 1er de division III, groupe B
- 2010 - 6e de division II, groupe A
- 2011 - 1er de division III, groupe B
- 2012 - 4e de division IIB
- 2013 - 5e de division IIB
- 2014 - 6e de division IIB
- 2015 - 1re de division IIIA
- 2016 - 4e de division IIB
- 2017 - 5e de division IIB
- 2018 - 6e de division IIB
- 2019 - 3e de division IIIA
- 2020 - Annulé en raison du coronavirus
- 2021 - Annulé en raison du coronavirus
- 2022 - 3e de division IIIA
- 2023 -